# Koellensteinia kellneriana
Koellensteinia kellneriana är en orkidéart som beskrevs av Heinrich Gustav Reichenbach. Koellensteinia kellneriana ingår i släktet Koellensteinia och familjen orkidéer. Inga underarter finns listade i Catalogue of Life.

## Bildgalleri

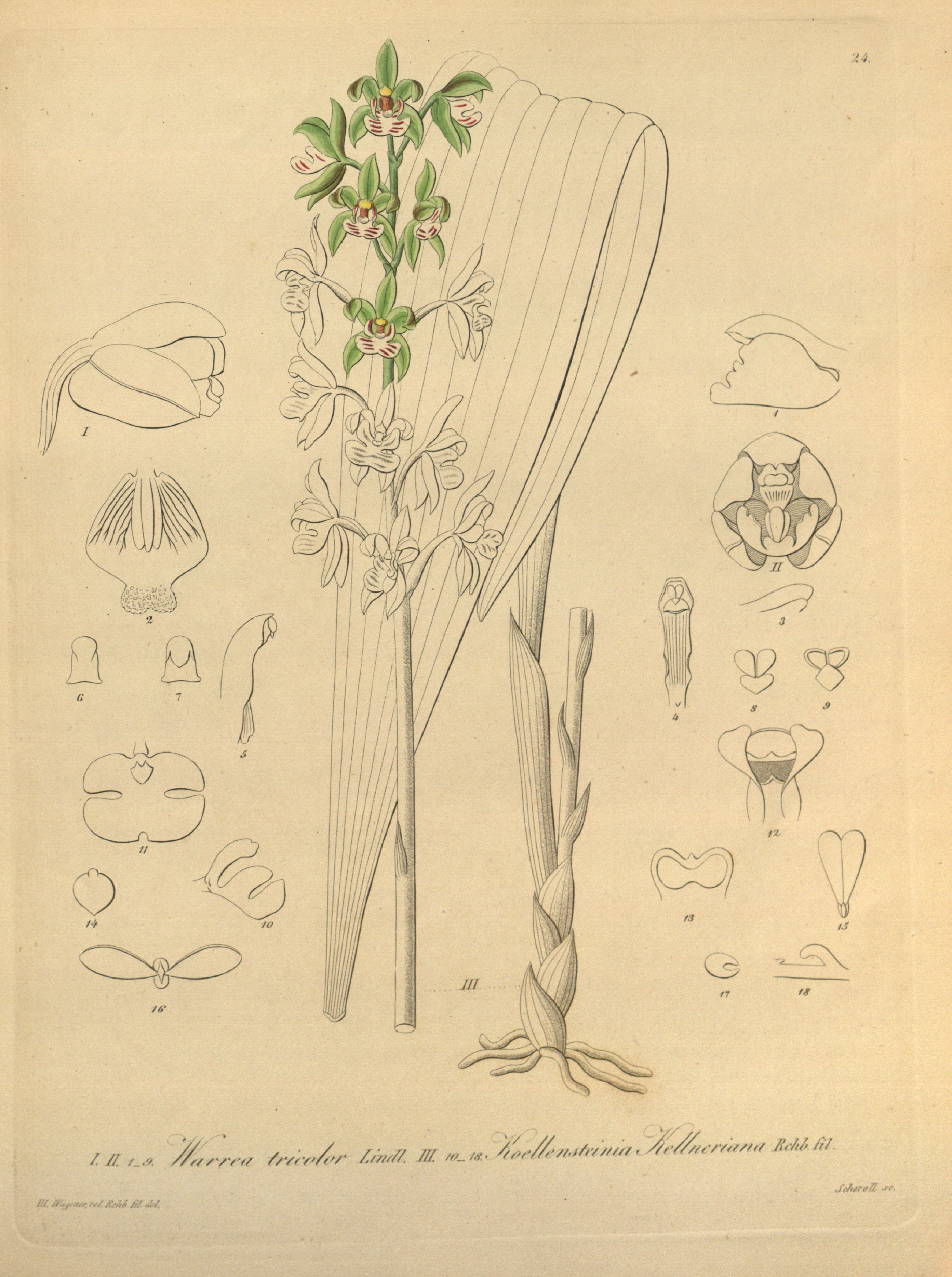